# Солнечное затмение 19 августа 1887 года
Солнечное затмение 19 августа 1887 года (7 августа по старому стилю) — полное солнечное затмение, произошедшее в пятницу. Полоса полного затмения прошла через центральную часть Российской империи, а также по территориям Германии и Японии. Событие вызвало большой интерес в научном сообществе и обществе России и Европы; для его наблюдения были организованы многочисленные экспедиции.

## Наблюдения

### Наблюдения в Юрьевце
Одним из главных пунктов для наблюдения затмения в европейской части России стал город Юрьевец Костромской губернии. Сюда была направлена научная экспедиция Московского университета под руководством профессора А. А. Белопольского. В её состав входили видные учёные, в том числе будущий директор Московской обсерватории Павел Штернберг и член Берлинской академии наук Герман Фогель. Экспедиция с оборудованием прибыла из Нижнего Новгорода на пароходе фирмы «Самолётъ» и развернула походную обсерваторию на берегу Волги (вблизи городского сада).
Событие вызвало огромный ажиотаж среди местного населения. На рассвете у обсерватории собралась толпа, охваченная суеверным страхом. Поначалу в адрес учёных раздавались враждебные выкрики («Ишь, остроумы… Как бы остроломы не накликали беды»). Однако, когда затмение началось точно в предсказанное время, враждебность сменилась восхищением перед силой науки. По свидетельствам очевидцев, в том числе прибывшего для наблюдения за затмением писателя В. Г. Короленко, настроение толпы изменилось: «Видишь, как рассчитали? В аккурат!… И до чего, братцы, народ дошел. Н-ну!… Премудрость…».
Несмотря на общественный интерес, наблюдениям помешала плохая погода: небо было затянуто облаками, что не позволило большинству учёных провести исследования. Тем не менее по некоторым данным, бельгийскому астроному Пистену удалось увидеть полную фазу.

### Красноярская экспедиция
Для наблюдения затмения в Сибири была организована экспедиция Русского физико-химического общества в Красноярск. В ней участвовали: А. С. Попов, А. И. Садовский, Ф. Я. Капустин, Н. Н. Хамонтов, Н. А. Смирнов, Г. А. Любославский, а также студенты М. А. Шателен, А. В. Вульф и А. Ф. Климович.

### Полёт Д. И. Менделеева
Русский химик Дмитрий Менделеев для наблюдения верхних слоёв атмосферы и солнечной короны совершил одиночный полёт на аэростате «Русский». Полёт состоялся в районе города Клин. Несмотря на то, что облачность помешала полноценным наблюдениям, Менделееву удалось подняться на высоту 3,8 км и провести ряд измерений. За этот полёт он был награждён медалью Академии аэростатической метеорологии.

### Опыты И. О. Ярковского
Инженер и учёный-самоучка Иван Ярковский использовал затмение для проведения опытов по проверке своей кинетической теории гравитации. Хотя его теория была ошибочной, сформулированный в ходе её разработки эффект Ярковского подтвердился и теперь играет важную роль при изучении динамики астероидов.

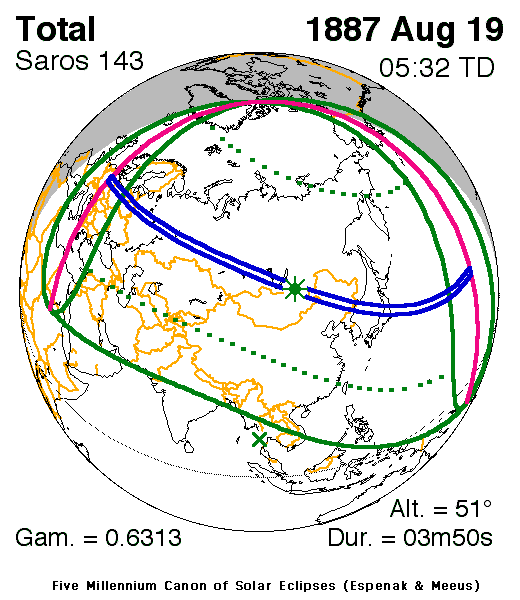
Карта затмения
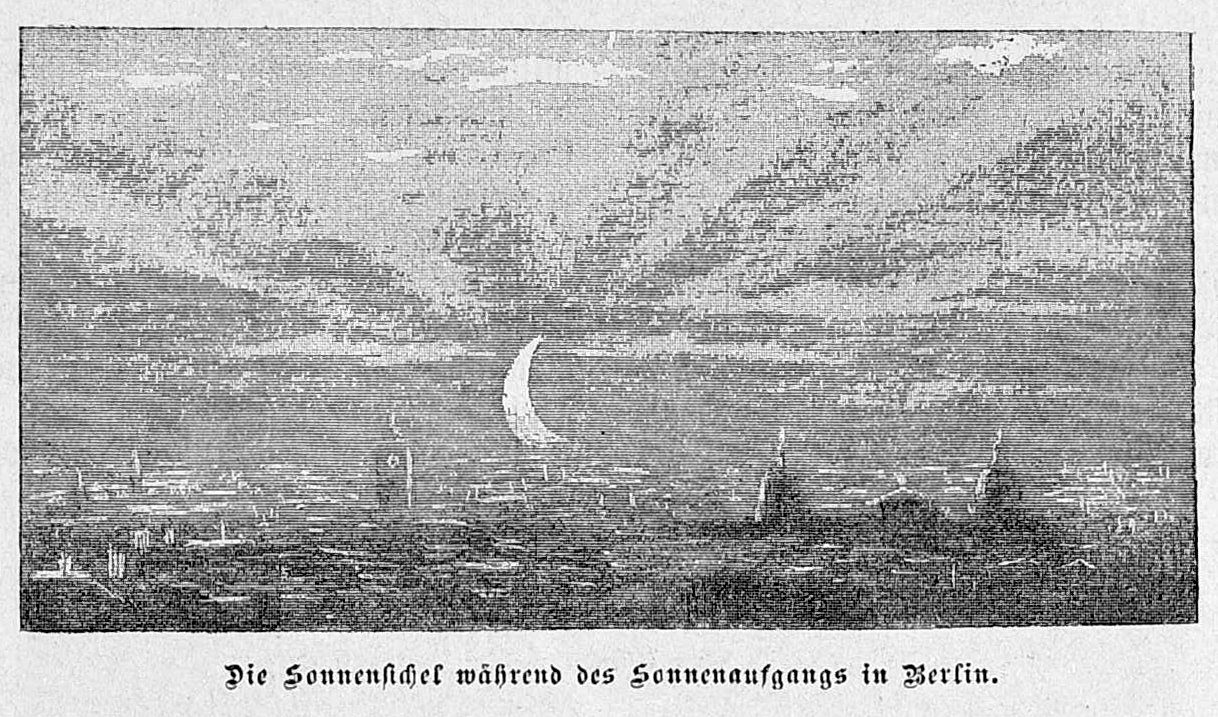
Солнечное затмение в Берлине, Германия
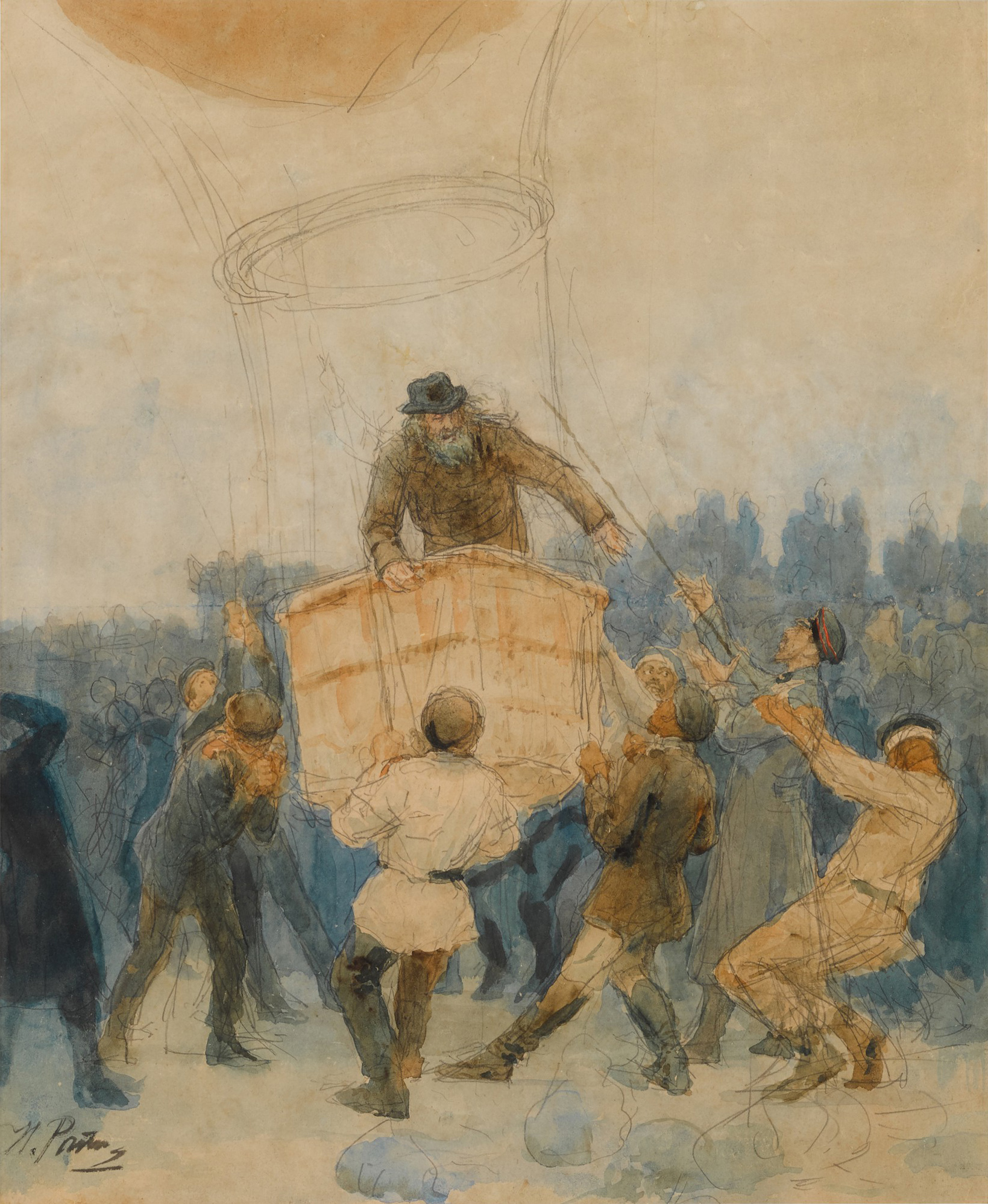
И. Репин, «Солнечное затмение в 1887 году» («Дмитрий Иванович Менделеев на аэростате»), 1887 г.
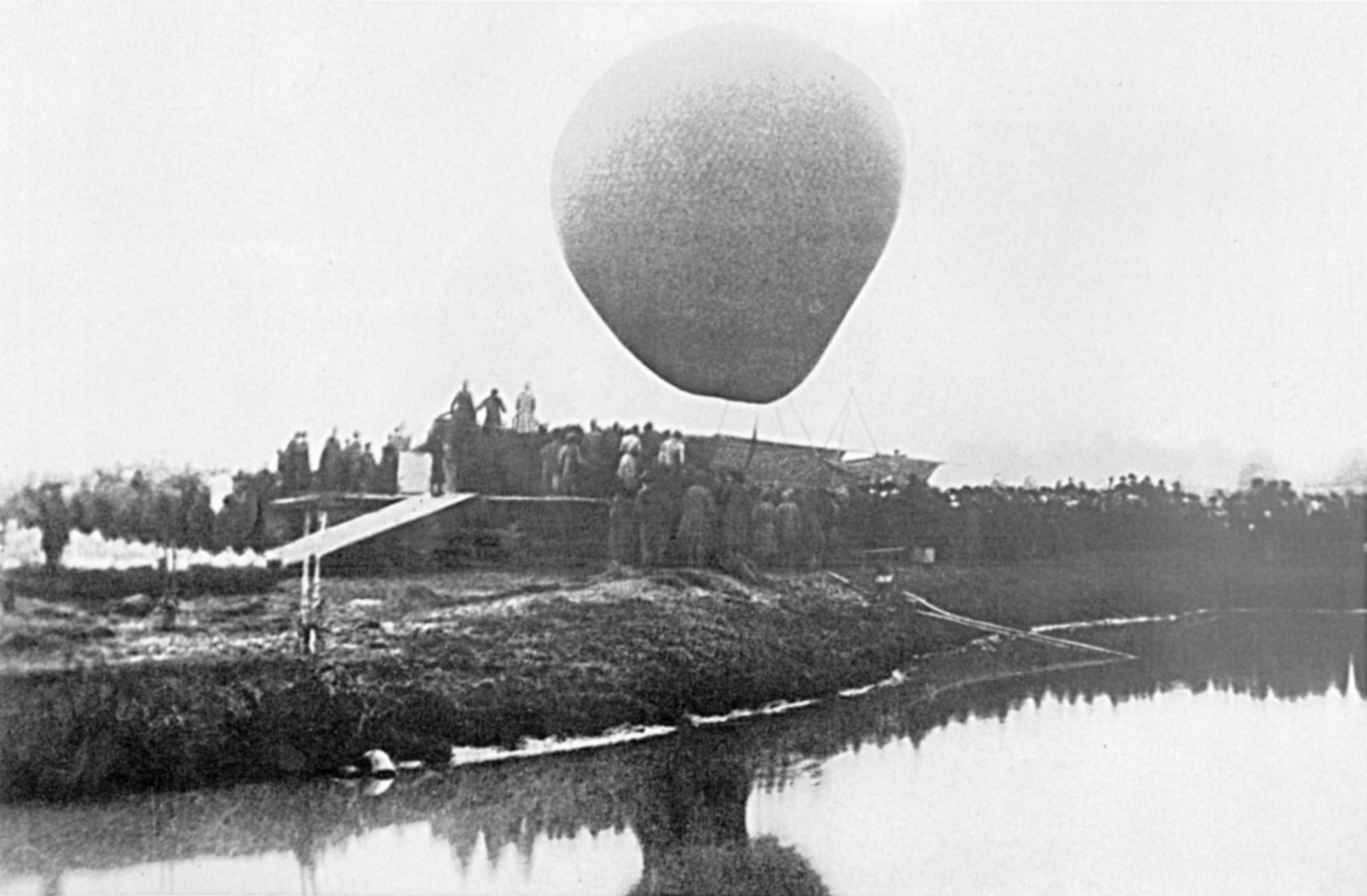
Водородный аэростат «Русский», на котором Менделеев пытался наблюдать солнечное затмение, готовится к запуску, г. Клин

## В литературе и искусстве
По случаю этого затмения Антон Чехов написал рассказ «Злоумышленники», который был опубликован на следующий день, 8 августа 1887 года.
В том же году в газете «Русские ведомости» (№ 244) был напечатан очерк В. Г. Короленко «На затмении», основанный на его личных впечатлениях от событий в Юрьевце.
Согласно альманаху «Юрьевец», события 1887 года и столкновение мира науки с народным невежеством произвели сильное впечатление на Павла Штернберга, который впоследствии стал не только учёным с мировым именем, но и активным участником революционного движения. Этот эпизод его биографии отражён в историческом романе Ю. Чернова «Земля и звёзды».